# Corica laciniata
Corica laciniata es una especie de peces clupeiformes perteneciente a la familia Clupeidae.

## Descripción
- Puede llegar a 7 cm de longitud máxima.
- 12-18 radios todos en la aleta dorsal y 16-27 en la anal.[4][5]

## Hábitat
Es un pez de agua dulce y salobre, pelágico y de clima tropical (17°N-2°S, 96°E-113°E).

## Distribución geográfica
Se encuentra en el golfo de Tailandia, Kalimantan y la cuenca del río Mekong.

## Observaciones
Es inofensivo para los humanos.